# Achyrodon
Achyrodon is een geslacht van uitgestorven zoogdieren uit het Berriasien van het Vroeg-Krijt in Zuid-Engeland. 
De typesoort Achyrodon nanus werd in 1871 door Richard Owen benoemd op basis van kaken en tanden uit de Lulworth-formatie. De geslachtsnaam is afgeleid van het Grieks achyros, 'naaldpunt', en odoon, 'tand'. De soortaanduiding betekent 'de dwerg'. Het holotype is de rechteronderkaak BMNH 47745, gevonden in Durdlestone Bay. 
Het taxon is beschouwd als een synoniem van Amblotherium pusillum uit dezelfde lagen, maar kan worden onderscheiden door verschillen in de tandbouw en een algehele kleinere omvang. Soms wordt het beschouwd als een Amblotherium nanum. 
Achyrodon was nauw verwant aan het even oude geslacht Phascolestes en de iets jongere Europese vorm Crusafontia, en samen vormen ze de onderfamilie Kurtodontinae binnen de Dryolestidae, een familie van vroege zoogdieren staande tussen moderne Monotremata en Theria zonder levende afstammelingen.